# Milton Katz
Milton Katz (* 29. November 1907 in Brooklyn (New York State); † 29. August 1995 in Brookline (Massachusetts)) war ein US-amerikanischer Jurist und Sonderbeauftragter für den Marshall-Plan 1950 bis 1951.

## Leben
Katz studierte Rechtswissenschaften an der Harvard University und war dann kurze Zeit im Justizdienst tätig. In den Jahren 1927/1928 nahm er an einer anthropologischen Expedition nach Afrika teil. Danach bekleidete er in den folgenden Jahren verschiedene Stellungen im Staatsdienst. 1939 wurde er als Professor an die Harvard University berufen. Mit Ausbruch des Zweiten Weltkriegs trat Katz in das Kriegsproduktionsamt ein, um im Jahre 1944 in das Office of Strategic Services übernommen zu werden. Von 1944 bis 1946 schließlich diente er in der US-Marinereserve.
Nach dem Krieg wurde er 1948 zum Stellvertreter des Vorsitzenden der Kommission für Europahilfe, des späteren Sonderbeauftragten für den Marshall-Plan, Averell Harriman, ernannt. Von 1950 bis 1951 war er selbst Sonderbeauftragter für den Marshall-Plan im Rang eines Botschafters. Nachdem er für knapp zwei Jahre die Aufsicht über die Verteilung von 12 Milliarden Dollar an Hilfsgeldern für das darniederliegende Nachkriegseuropa geführt hatte und Koordinator von 18 Teilnehmerländern war, hatte er sich eine solche Reputation erworben, dass er auch weiterhin für internationale Projekte verantwortlich war. So war er später Vorsitzender des Finanz- und Wirtschaftsausschusses der NATO und Mitglied des Exekutivkomitees der World Peace Foundation.
Er war von 1979 bis 1982 auch Präsident der American Academy of Arts and Sciences, in die er selbst 1954 gewählt worden war.
Nach seiner Emeritierung von der Henry-L.-Stimson-Professur (1954–1978) an der Harvard University war er Distinguished Professor of Law an der Suffolk University von 1978 bis zu seinem Tod 1995.
Katz heiratete im Jahr 1933 Vivian Greenberg und hatte mit ihr drei Söhne.